# Batalha de Bannockburn
A Batalha de Bannockburn (23 - 24 de junho de 1314) foi travada entre forças da Inglaterra e da Escócia, resultando em vitória significativa para esta última, no âmbito das Guerras de Independência Escocesa.
O exército inglês, de cerca de 25 000 homens, comandado por Eduardo II da Inglaterra, foi interceptado no vau de Bannockburn (riacho Bannock Burn, afluente do rio Forth) por um contingente escocês de cerca de 9 000 soldados, sob o comando de Robert Bruce. Aos primeiros embates do dia 23, relativamente modestos, seguiu-se um grande confronto no dia seguinte. O resultado pode ser atribuído à desastrada disposição das forças inglesas, entre dois riachos e em solo pantanoso. Eduardo II retirou-se do campo e fugiu de volta à Inglaterra.
A vitória escocesa foi completa e, embora o reconhecimento inglês da independência da Escócia ainda tardasse mais de 10 anos (1328), ajudou Roberto I a restabelecer um Estado soberano escocês.

## Imagens

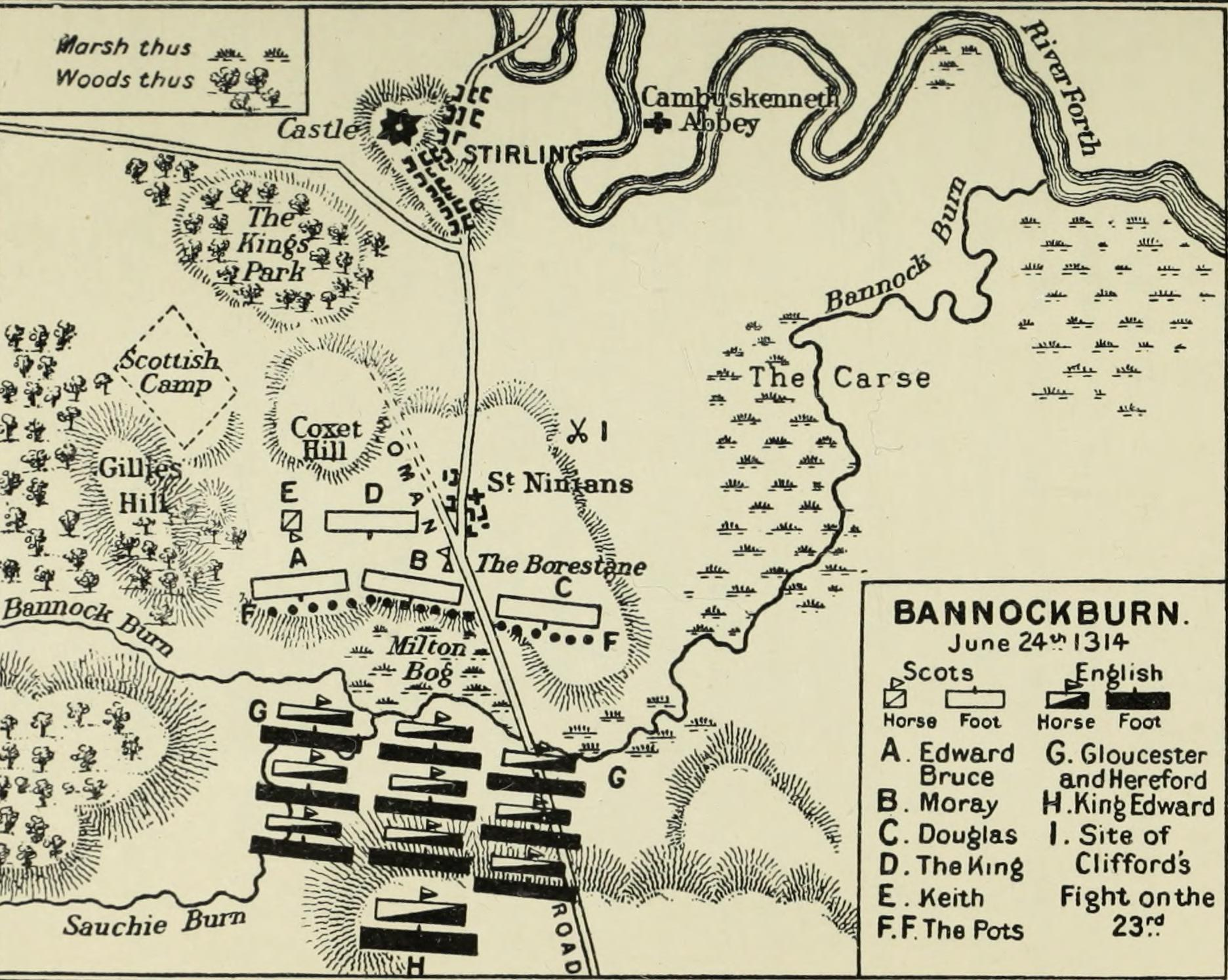
Mapa da Batalha de Bannockburn.
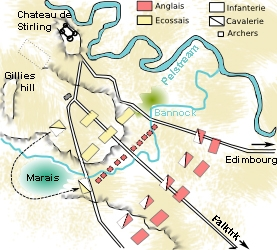
Plano da Batalha de Bannockburn.
Mapa do primeiro dia da Batalha de Bannockburn.
Mapa do segundo dia da Batalha de Bannockburn.
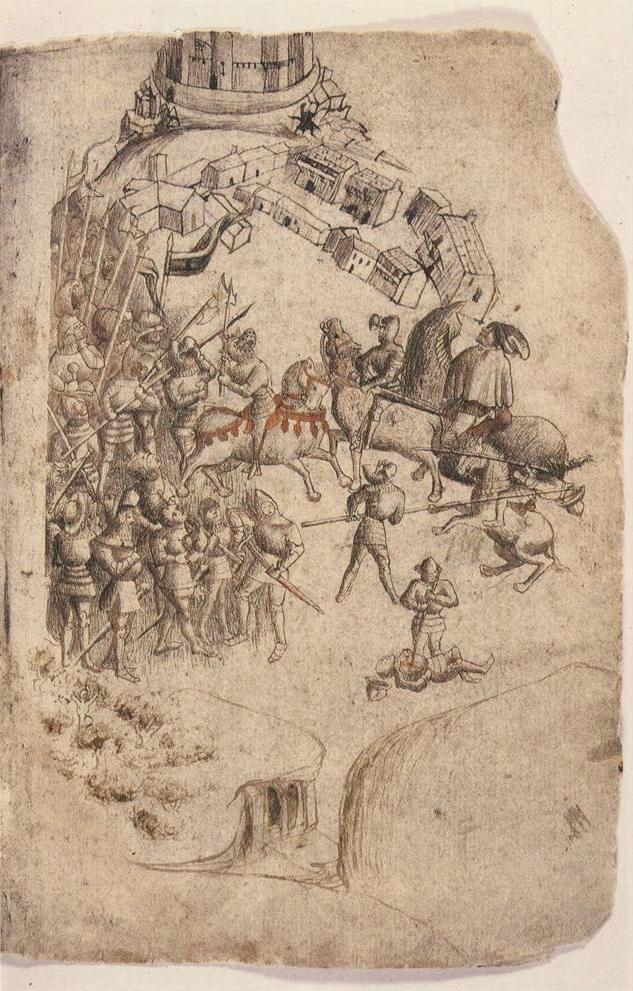
Representação da Batalha de Bannockburn em manuscrito da década de 1440.
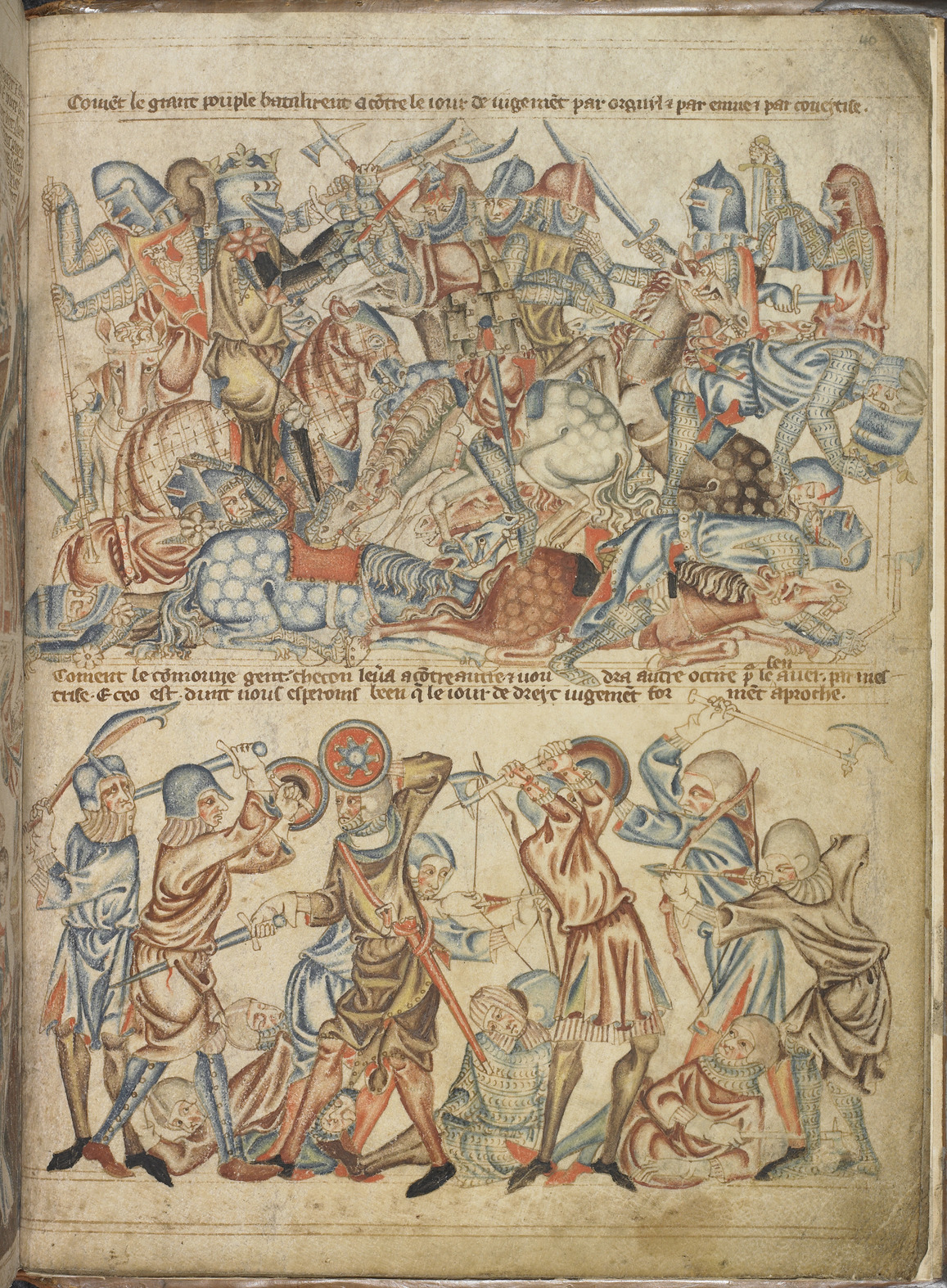
Representação da Batalha de Bannockburn na Bíblia Holkham (c.1320-1330).
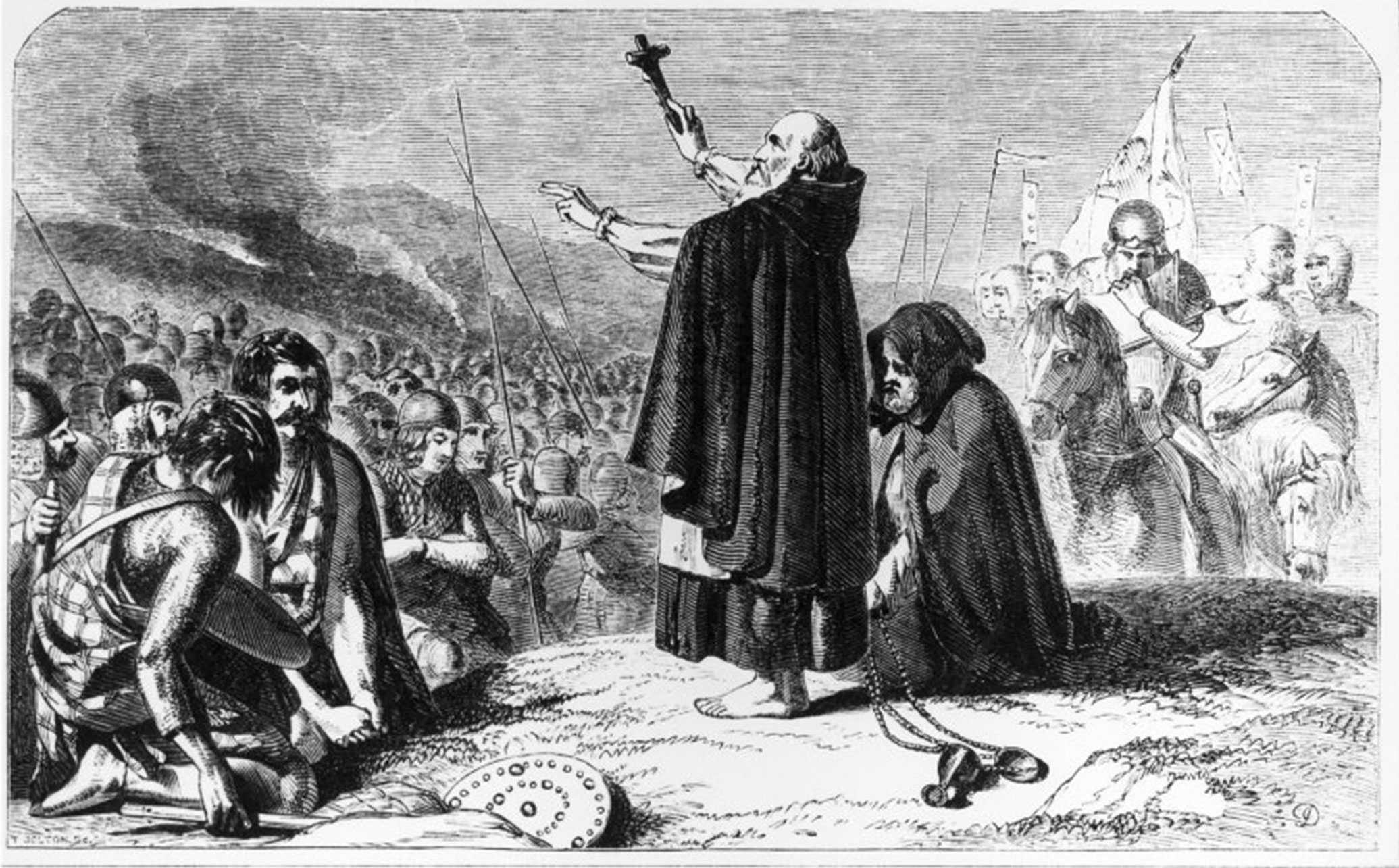
Maurice de Inchaffray abençoando o exército escocês na Batalha de Bannockburn.
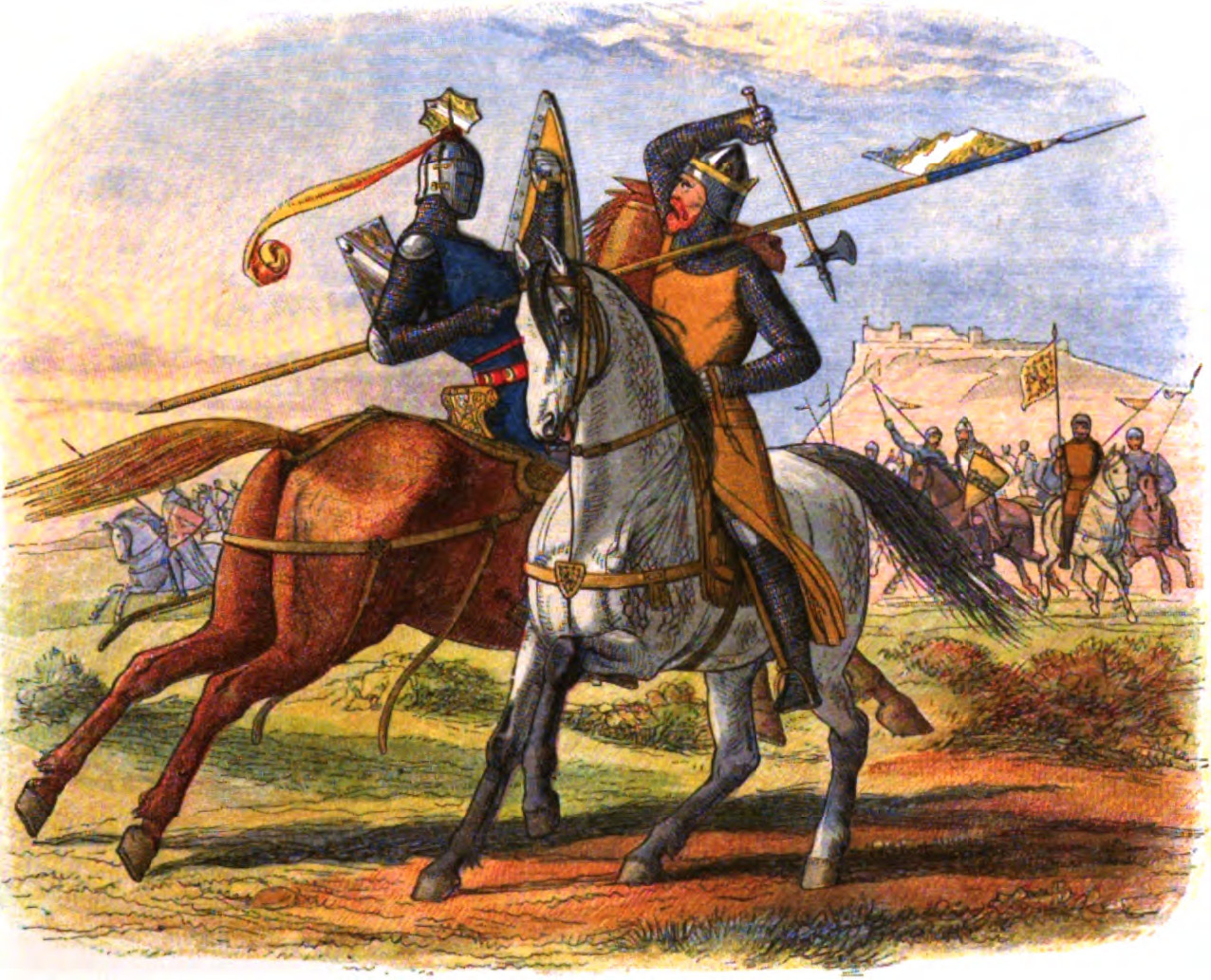
Robert the Bruce mata Sir Henry de Bohun no primeiro dia da Batalha de Bannockburn.
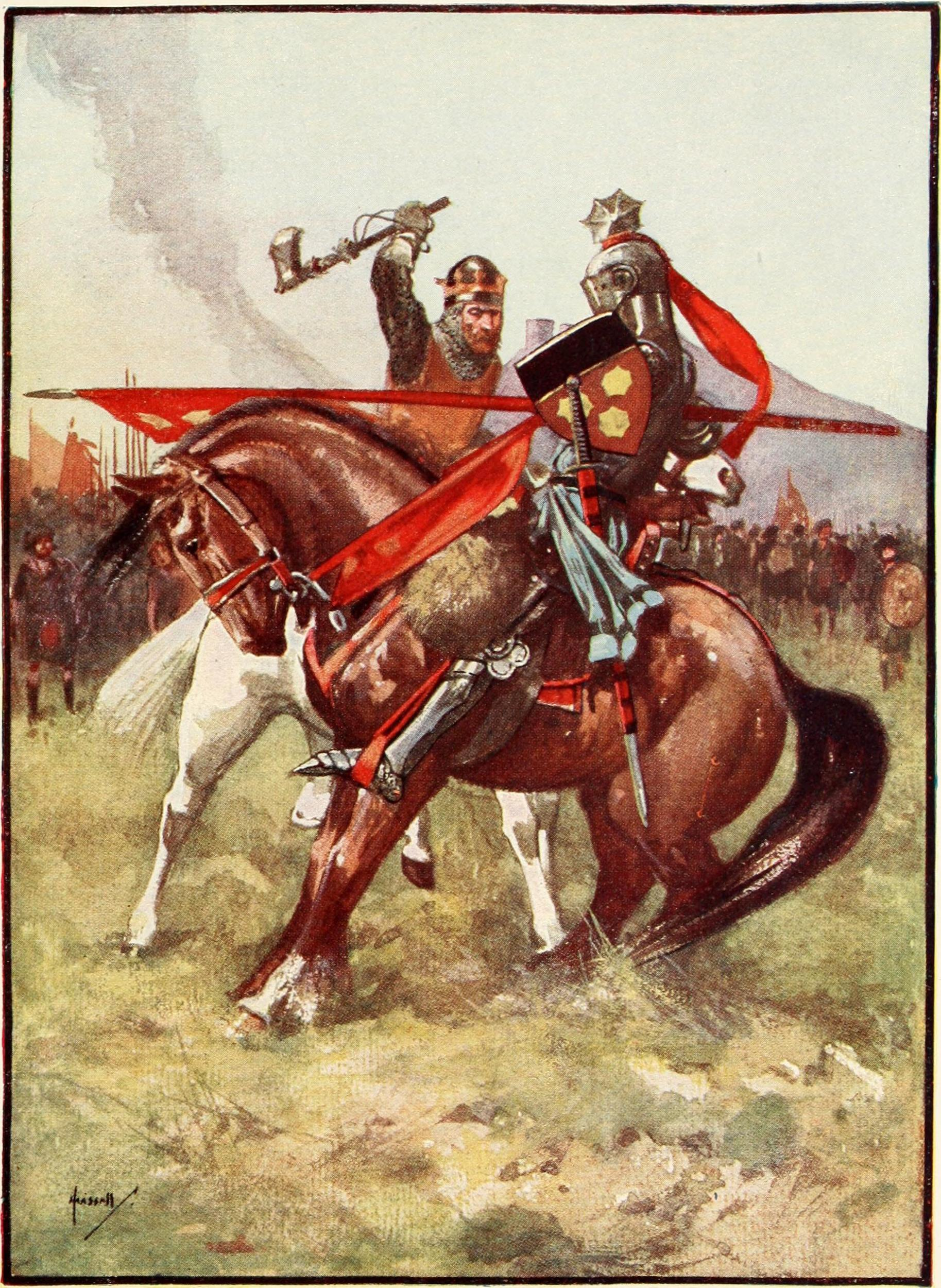
Bruce derrota de Bohun no início da Batalha de Bannockburn.
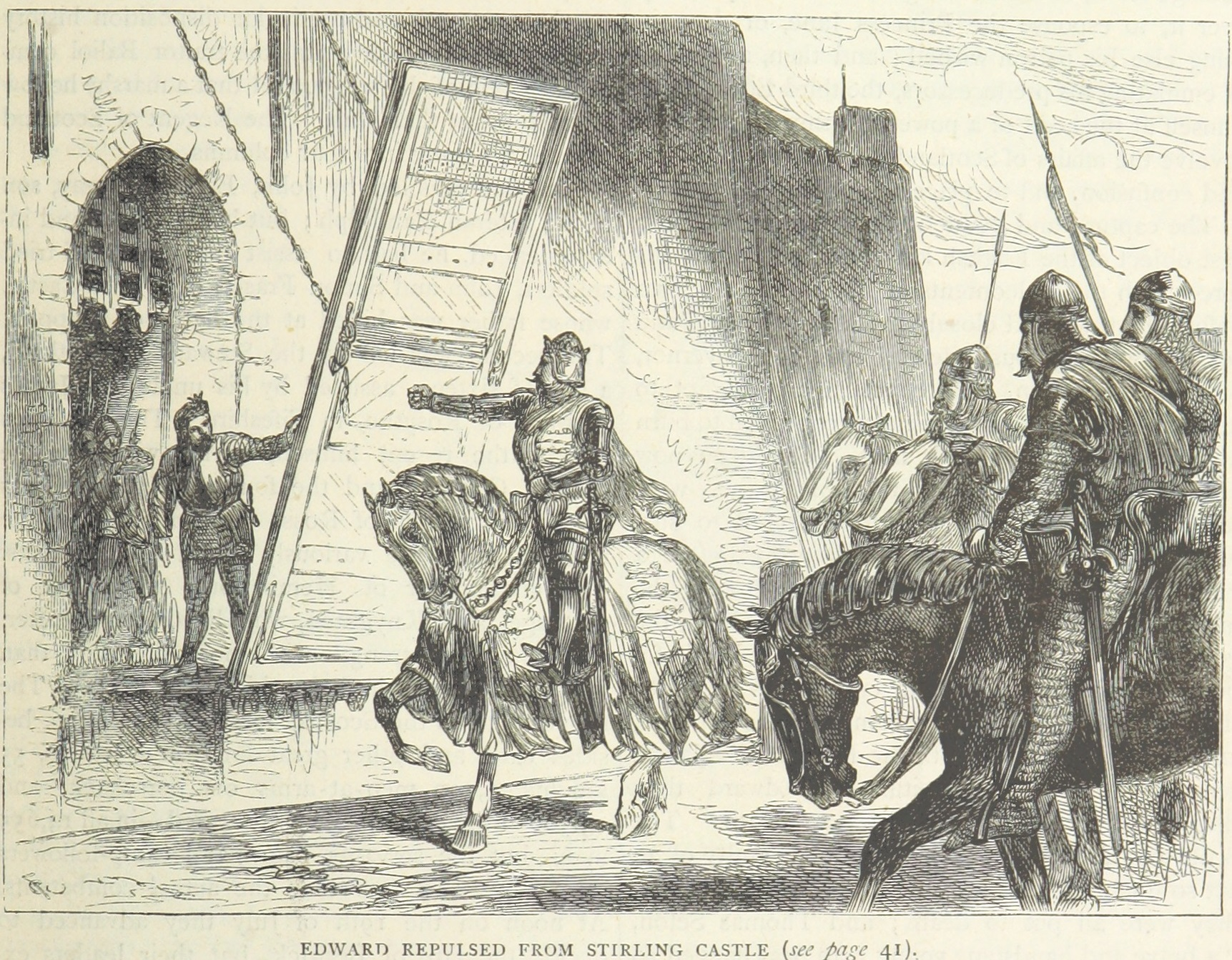
Após a Batalha de Bannockburn, o Rei Eduardo I tentou recuar para o Castelo de Stirling, mas teve sua entrada recusada pelo lorde do castelo, que fizera um acordo com os escoceses.

### Primária
- Barbour, John, The Brus, trans. A. A. M. Duncan, 1964.
- Bower, Walter, Scotichronicon, ed. D. E. R. Watt, 1987–1993.
- Maxwell, Herbert, trans. (1907). Scalacronica; The reigns of Edward I, Edward II and Edward III as Recorded by Sir Thomas Gray. Glasgow: James Maclehose & Sons. Consultado em 17 de outubro de 2012
- Lanercost Chronicle, edited and translated by H. Maxwell, 1913.
- Vita Edwardi Secundi (Life of Edward the Second), ed. N. D. Young, 1957.
- Walsingham, Thomas, Historia Anglicana.

### Secundária
- Armstrong, Pete (illustrated by Graham Turner), Bannockburn 1314: Robert Bruce's Great Victory, Osprey Publishing, 2002 ISBN 1-85532-609-4
- Barrow, G. W. S., Robert Bruce and the Community of the Realm of Scotland, 1988,ISBN 0-85224-604-8
- Brown, C.A., "Bannockburn 1314",History Press,Stroud, 2008, ISBN 978-0-7524-4600-4.
- Brown, C.A., Robert the Bruce. A life Chronicled.
- Brown, Michael (2008). Bannockburn. The Scottish War and the British Isles 1307–1323. Edinburgh: Edinburgh University Press
- Brown, M., Wars of Scotland
- Chisholm, Hugh, ed. (1911). «Bannockburn». Encyclopædia Britannica (em inglês) 11.ª ed. Encyclopædia Britannica, Inc. (atualmente em domínio público)
- Cornell, David. Bannockburn: The Triumph of Robert the Bruce. Yale University Press, 2009. ISBN 9780300145687
- Mackenzie, W. M., Bannockburn: A Study in Medieval Warfare, The Strong Oak Press, Stevenage 1989 (first published 1913), ISBN 1-871048-03-6
- MacNamee, C., The Wars of the Bruces
- Nicholson, R., Scotland-the Later Middle Ages, 1974.
- Prestwich, M., The Three Edwards: War and State in England, 1272–1377, 1980
- Ramsay, J. H., The Genesis of Lancaster, 1307–99, 1913.
- Reese, P., Bannockburn, Canongate, Edinburgh, 2003, ISBN 1-84195-465-9
- Scott, Ronald McNair (1982). Robert the Bruce King of Scots. Londres: Hutchinson & Co